# Rhamphomyia intonsa
Rhamphomyia intonsa är en tvåvingeart som beskrevs av Steyskal 1964. Rhamphomyia intonsa ingår i släktet Rhamphomyia och familjen dansflugor.
Artens utbredningsområde är North Carolina. Inga underarter finns listade i Catalogue of Life.